# Homalocephalidae
Homalocephalidae is de naam voor een familie van uitgestorven plantenetende ornitischische dinosauriërs, behorend tot de Pachycephalosauria, die leefden in het Laat-Krijt.
In 1978 benoemde Dong Zhiming een familie Homalocephalidae om Homalocephale een plaats te geven, een pachycephalosauriër met een lage koepelvormige schedel. Daarnaast plaatste hij de Amerikaanse Ornatotholus browni erin. Tegenwoordig wordt Homalocephale als het enige lid van de familie gezien omdat Ornatotholus als het jong van Stegoceras beschouwd wordt, en is het begrip daarmee overbodig. Een exacte definitie als klade is nooit gegeven.